# قرار مجلس الأمن التابع للأمم المتحدة رقم 1940
قرار مجلس الأمن التابع للأمم المتحدة رقم 1940، الذي تم اعتماده بالإجماع في 29 سبتمبر 2010، بعد التذكير بجميع القرارات السابقة بشأن الحالة في سيراليون، بما في ذلك القراران 1132 (1997) و1171 (1998)، رفع المجلس حظر الأسلحة والعقوبات المتبقية ضد الدولة المفروضة في عام 1997.
وأشار مجلس الامن إلى أن هذه الاجراءات ستنتهى عندما تعيد الحكومة السيراليونية سيطرتها على كامل اراضيها ويتم تسريح القوات غير الحكومية ونزع سلاحها. كما أكد من جديد التزامه بدعم سيراليون في مرحلة ما بعد الصراع وأشاد بعمل مكتب الأمم المتحدة المتكامل لبناء السلام في سيراليون في هذا الصدد. تم حث جميع الدول على التعاون مع المحكمة الخاصة بسيراليون والإنتربول في القبض على جوني بول كوروما وتقديمه إلى العدالة، إذا وجد حياً.
متصرفًا بموجب الفصل السابع من ميثاق الأمم المتحدة، تم رفع العقوبات وتم بعد ذلك حل اللجنة المنشأة بموجب القرار 1132 لمراقبة العقوبات. في نفس اليوم، تم تمديد ولاية مكتب الأمم المتحدة حتى سبتمبر 2011 في القرار 1941 (2010).